# 三毛猫ホームズの危険な火遊び
『三毛猫ホームズの危険な火遊び』（みけねこホームズのきけんなひあそび）は、日本の小説家赤川次郎によって2006年に発表された三毛猫ホームズシリーズの長編推理小説である。

## 内容
殺人容疑で東良二が逮捕された。妹の美咲は弁護士費用を捻出しようと良二の弟分・中田克夫と偽装誘拐を計画。ところが克夫は、別人を連れ去ってしまう。身代わりになったのは国会議員の愛人である氷室エミ。事情を知ったエミは二人に協力を申し出て、議員から身代金を引き出そうとする。

## 主な登場人物
- 片山義太郎
- 片山晴美
- 三毛猫ホームズ
- 石津刑事
- 栗原警視

## 書誌情報
- 『三毛猫ホームズの危険な火遊び』光文社カッパ・ノベルス、2006年2月 ISBN 978-4334076276
- 『三毛猫ホームズの危険な火遊び』光文社文庫、2009年2月 ISBN 978-4334745394